# Jaciment arqueològic de Pereres
Pereres és un jaciment prehistòric del municipi de Mediona (Alt Penedès), inclòs a l'Inventari del Patrimoni Arqueològic i Paleontològic de Catalunya.
Aquest jaciment ha estat identificat com a taller o centre de producció i explotació de sílex, amb cronologia del Paleolític inferior Mitjà-Indiferenciat (-120000/-50000) i del Paleolític mitjà (-90000/-33000).

## Descobriment i historiografia
El jaciment està situat a una zona de conreus en el Torrent de Can Gallego, amb una àrea pròxima de bosc d'alzines i pins. Les troballes de sílex i la destral van ser localitzades en la zona meridional de la finca a la vora de Font-rubí. Les primeres notícies que es tenen del jaciment són de 1947 quan Pere Giró va trobar el material que formava part d'una feixa.

## Troballes arqueològiques
Els materials de la troballa consisteixen en una destral de mà de sílex, amb retocs bilaterals i talla bifacial, i tres peces més que poden haver sigut arrossegades pel Torrent de Can Gallego des del jaciment del Bosc d'en Pereres que està a 400 metres. La datació de la destrals podria ser entre Axelià i Mosterià Arcaic, però les altres peces no han estat identificades igual en el fons del Museu de Vilafranca. La distribució en superfície procedeixen d'un aterrassament natural del quaternari que va ser remogut per feixes agrícoles.